# Xi od Hana
Kralj Xi od Hana (kineski 韩釐王 ili韩僖王; Hán Xī Wáng) bio je kralj Hana, drevne kineske države. Vladao je 295. prije nove ere – 273. prije nove ere. Bio je sin kralja Xianga od Hana i njegove nepoznate žene.
Xijevo je osobno ime bilo Jiù (咎). Ime klana mu je bilo Hán (韩).
293. god. prije nove ere kralj Xi je poslao Gongsun Xija (公孙喜) kako bi napao Qin. Došlo je do velike bitke.
284. kralj Xi se susreo s kraljem Zhaoom od Qina. Napali su državu Qi; vladar Qija je bio kralj Min.
Xija je naslijedio njegov sin, kralj Huanhui od Hana.